# گمینا خوتسنگ
گمینا خوتسنگ (به لهستانی:  Gmina Choceń) یک گمینا در لهستان است که در شهرستان ووتس‌واوک واقع شده‌است. گمینا خوتسنگ ۹۹٫۶۸ کیلومتر مربع مساحت و ۷٬۸۹۴ نفر جمعیت دارد.